# Eduardo Auyón
Eduardo Auyón (Cantón, China, 1935 - Mexicali, Baja California, 8 de octubre de 2015) fue un pintor y dibujante de acuarelas nacionalizado mexicano en 1960. Se tituló en el Instituto de Bellas Artes de Cantón, y se marchó a la ciudad de Mexicali, en Baja California donde residió desde 1954 hasta el resto de su vida.
Participó en ocho bienales bajocalifornianas, resultando ganador en todas ellas. Obtuvo el primer lugar en el certamen de dibujo 80 Años de Mexicali. Fue profesor durante muchos años en la Escuela de Bellas Artes de Mexicali, pasando luego a dar clases particulares.

## Historia
Nacido en 1935 en el municipio de Zhongshan, provincia de Guangdong, de padre chino y madre mexicana, Eduardo Auyón Gerardo, es mexicano naturalizado. En 1959, se graduó en el Instituto Pedagógico Zhongshan de Macao de China. En 1960 llegó al estado mexicano de Baja California, en cuyo Instituto Estatal de Ciencias y Artes se graduó.
Tras fungir como director del Instituto de Bellas Artes de dicho estado, se desempeñó como vicepresidente de la Alianza Pro-Unificación Pacífica de China en México y Presidente de la Asociación China en Mexicali en el período del 2000 al 2004.
En los años 60, recién llegado a Mexicali, trabajó en el departamento de publicidad de la compañía Coca Cola.
Cuando fue Vicepresidente de la Alianza Pro-Unificación Pacífica de China en México, viajó a la capital de Panamá en calidad de representante de México, para participar en la reunión que tuvo lugar con motivo de la reunificación pacífica de China. En la junta de dos días, en la que participaron representantes de todos los países de Latinoamérica, se produjo el consenso de que Taiwán forma parte de China, y se lanzó un comunicado en contra la independencia de Taiwán.
En 26 de marzo de 2001, se formó la Alianza Pro-Unificación Pacífica de China en Baja California, en la ciudad de Tijuana, acontecimiento en que tomaron partes asimismo los miembros de las asociaciones chinas de Mexicali.
En marzo de 2002, se reunieron en el Distrito Federal, todas las asociaciones chinas de México, ocasión en que fue elegido vicepresidente de la Alianza Pro-Unificación Pacífica de China en México. Allí pronunció un discurso ante unos 300 representantes de asociaciones y funcionarios diplomáticos.
De su filosofía artística dijo:

para mí, el arte no tiene fronteras, ni puntos cardinales, lo más importante, es la espontaneidad de la pincelada

## Su obra
Caballos celestiales transmite su fascinación por el tema equino y así lo expresa: 

Durante muchos siglos, el caballo ha desempeñado un papel de enorme trascendencia para el progreso de la humanidad. Es un animal de mucha disciplina y nobleza; es amigo del hombre. Con el caballo, se ha difundido la comunicación y el progreso. En cuanto a su forma física, es el animal más bello que existe en el universo, por el movimiento de sus patas, por la belleza de los movimientos de su cuello, por la velocidad con que corre, y por el movimiento suave de su cola y de su crin. En mis obras, busco otorgar un sentido de contemporaneidad al hecho artístico. Intento conseguirlo mediante la sencillez y la simpleza en el trazo

.
Explicó que en su obra Caballos celestiales es en donde se usan los colores blanco y negro en pinceladas que tratan de establecer contrastes de luz y sombra.
En los años veinte del siglo pasado, según Auyón, la mayoría de los residentes de Mexicali eran chinos. Por cada 10 hectáreas de tierra virgen, murió un bracero chino.
Fueron los braceros chino-mexicanos los que abrieron el canal de conducción de agua del río Colorado y cultivaron los campos de algodón de Mexicali.
Saber esto generó un desasosiego en su interior que lo impulsó a escribir sobre lo acontecido, para que las generaciones venideras puedan recordar las contribuciones y sacrificios de estos hombres al desarrollo económico local. Eso lo obligó a dedicar mucho tiempo a hacer entrevistas y buscar testigos y también coleccionar fotos antiguas.
El resultado de su exhaustiva investigación, fueron dos libros: el primero escrito en chino, titulado Ayer y hoy de los chinos en Baja California, y el segundo en español, con el nombre El dragón en el desierto.
Después de cuatro o cinco años de esfuerzos, pudo publicar el libro El dragón del desierto. En el año 2000, la Compañía Limitada Televisión de Asia hizo un programa titulado “Extraños en un rincón del mundo”, sobre la historia del Dragón en el desierto.
Auyón Gerardo expresó su deseo de seguir coleccionado objetos históricos relacionados con los primeros chinos que llegaron a Mexicali y abrir un día un museo en su honor, de modo que más gente conozca las contribuciones y sacrificios de los chinos en la exploración del lugar.